# Hrvatska juniorska vaterpolska reprezentacija
Hrvatska juniorska vaterpolska reprezentacija predstavlja državu Hrvatsku u športu vaterpolu u juniorskoj konkurenciji. Ubraja se u jednu od najboljih svjetskih vaterpolskih reprezentacija. Svjetska juniorska prvenstva u vaterpolu održavaju se svake dvije godine od 1981. za igrače do 20 godina, a od 2012. i za igrače do 18 godina. Europska juniorska prvenstva održavaju se svaku godinu ili dvije od 1970. za igrače do 17 godina. Prije osamostaljenja Hrvatske Jugoslavija je na svjetskim juniorskim prvenstvima osvojila jedno zlato, dva srebra i jednu broncu. Na europskim juniorskim prvenstvima osvojila je dva zlata i jedno srebro.

## Uspjesi
(popis nepotpun)
- srebro na SP 2013. u Mađarskoj u Sambotelu, u sastavu: Ivan Marcelić, Luka Bukić, Marko Macan, Antun Goreta, Loren Fatović, Marino Čagalj, Luka Lozina, Antonio Buha, Ante Visković, Ivan Živković, Ante Vukičević, Andrija Bašić i Andro Gagulić. Izbornik: Vjekoslav Kobešćak. Pomoćni trener: Miho Bobić. Kondicijska trenerica Dajana Zoretić. Fizioterapeut:  Filip Borković.[1]

- 4. mjesto na Europskim igrama 2015. (rođeni 1998. i 1999.): Luka Podrug, Petr Bratim, Duje Pejković, Lovro Paparić, Ivan Krolo, Marko Blažić, Karlo Kreković, Matias Biljaka, Marin Dašić, Franko Lazić, Zvonimir Butić, Jacob Merčep, Mateo Saftić; stručni stožer Joško Kreković, Mia Šimunić, Renco Posinković, Frano Karač[2]

- 1. mjesto, zlato, na Svjetskom juniorskom prvenstvu u Podgorici 2016. igrači rođeni 1998. i mlađi: Luka Podrug, Petar Bratim, Duje Pejković, Franko Lazić, Lovro Paparić, Ivan Krolo, Karlo Kreković, Matias Biljaka, Zvonimir Butić, Luka Bajić, Marko Valečić, Branimir Herceg, Jakob Merčep, stručni stožer: trener Joško Kreković, pomoćni treneri Mile Smodlaka, Renco Posinković// www.hvs.hr//

- 2. mjesto, Srebro na SP 2017. u Srbiji u Beogradu, u sastavu: Fran Čubranić, Nikola Pavličević, Ivan Domagoj Zović, Antonijo Dužević, Rino Burić, Duje Pejković, Franko Lazić ,Lovro Paparić, Matias Biljaka, Zvonimir Butić, Marin Dašić, Luka Podrug, Jakob Merčep. Izbornik: Nikica Gulin. Pomoćni treneri: Renato Vrbičić i Hrvoje Koljanin.[3]